# Segunda División de Montenegro
La Segunda División de Montenegro (en Montenegrino Druga Crnogorska Liga y en montenegrino cirílico Друга црногорска лига) es la segunda categoría por clubes de Montenegro. Está organizada por la Federación de Fútbol de Montenegro.

## Historia
La categoría, tal como se la conoce actualmente, no fue fundada sino hasta el 2006. Previamente era la segunda categoría en importancia nacional en la zona de Montenegro cuando formaba ésta formaba parte del Estado de Serbia y Montenegro. Desde la independencia montenegrina, se ha convertido en la segunda categoría del país. Hasta la fecha, un equipo distinto ha ganado cada una de las ediciones.

## Sistema de competición
La Segunda División de Montenegro es una liga organizada por la Federación de fútbol de dicho país, la cual también se encarga de regular la Primera División y la Copa de Montenegro.
Como en todas las temporadas de su historia, consta de un grupo único integrado por doce clubes de toda la geografía montenegrina que compiten por evitar el descenso o por conseguir el ascenso. Siguiendo un sistema de liga, los doce equipos se enfrentan todos contra todos en dos ocasiones -una en campo propio y otra en campo contrario-, sumando un total de 22 jornadas. El orden de los encuentros se decide por sorteo antes de empezar la competición. Los emparejamientos de la tercera ronda se fijan de acuerdo a la clasificación resultante tras la finalización de las primeras rondas, dando a cada equipo un tercer partido contra cada oponente para un total de 33 partidos por equipo.
La clasificación final se establece con arreglo a los puntos obtenidos en cada enfrentamiento, a razón de tres por partido ganado, uno por empatado y ninguno en caso de derrota. Si al finalizar el campeonato dos equipos igualan a puntos, los mecanismos para desempatar la clasificación son los siguientes:
1. El que tenga una mayor diferencia entre goles a favor y en contra en los enfrentamientos entre ambos. (Golaverage)
2. Si persiste el empate, se tiene en cuenta la diferencia de goles a favor y en contra en todos los encuentros del campeonato.
3. Si aún persiste el empate, se tiene en cuenta el mayor número de goles a favor en todos los encuentros del campeonato.

Si el empate a puntos es entre tres o más clubes, los sucesivos mecanismos de desempate son los siguientes: 
1. La mejor puntuación de la que a cada uno corresponda a tenor de los resultados de los partidos jugados entre sí por los clubes implicados.
2. La mayor diferencia de goles a favor y en contra, considerando únicamente los partidos jugados entre sí por los clubes implicados.
3. La mayor diferencia de goles a favor y en contra teniendo en cuenta todos los encuentros del campeonato.
4. El mayor número de goles a favor teniendo en cuenta todos los encuentros del campeonato.
5. El club mejor clasificado con arreglo a los baremos de fair play.

### Efectos de la clasificación
El equipo que se proclame campeón obtiene el ascenso inmediato a Primera División y los equipos que ocupen el segundo y tercer puesto juegan una promoción de play-off contra el 10º y 11º clasificados de Primera División respectivamente. Los dos peores equipos descienden a uno de los tres grupos de Tercera División y serán remplazados por los campeones de esta categoría, pero al ser tres grupos y quedar libres tan solo dos plazas se procede a la disputa de una promoción de play-offs a manera de triangular de la que saldrán los próximos equipos que jugarán en la categoría.

## Equipos participantes 2023/24
| Equipo            | Ciudad       | Estadio                       | Capacidad |
| ----------------- | ------------ | ----------------------------- | --------- |
| FK Berane         | Berane       | Gradski Stadion               | 11.000    |
| FK Bokelj         | Kotor        | Estadio Pod Vrmcem            | 5.000     |
| OFK Grbalj        | Radanovići   | Stadion Donja Sutvara         | 1.500     |
| FK Igalo 1929     | Igalo        | Stadion Solila                | 6.000     |
| FK Internacional  | Donji Kokoti | Camp FSCG                     | 1.250     |
| FK Iskra          | Danilovgrad  | Estadio Braća Velašević       | 2.500     |
| FK Kom            | Podgorica    | Stadion Zlatica               | 3.000     |
| FK Lovćen         | Cetiña       | Stadion Sveti Petar Cetinjski | 5,192     |
| FK Otrant-Olympic | Ulcinj       | Stadion Olympic               | 1,500     |
| FK Podgorica      | Podgorica    | DG Arena                      | 4,300     |

## Palmarés
Ascenso directo o mediante playoffs a la Primera División de Montenegro.
| Temporada | Campeón                   | Subcampeón           | Tercero                   |
| --------- | ------------------------- | -------------------- | ------------------------- |
| 2006-07   | FK Lovćen Cetinje         | FK Bokelj Kotor      | FK Ibar                   |
| 2007-08   | FK Jezero Plav            | FK Čelik Nikšić      | FK Jedinstvo Bijelo Polje |
| 2008-09   | FK Berane                 | FK Mladost Podgorica | FK Mornar Bar             |
| 2009-10   | FK Mladost Podgorica      | OFK Bar              | FK Bratstvo Cijevna       |
| 2010-11   | FK Bokelj Kotor           | FK Berane            | FK Jedinstvo Bijelo Polje |
| 2011-12   | FK Čelik Nikšić           | FK Mornar Bar        | FK Jedinstvo Bijelo Polje |
| 2012-13   | FK Dečić Tuzi             | FK Bokelj Kotor      | FK Zabjelo                |
| 2013-14   | FK Bokelj Kotor           | FK Berane            | FK Jezero Plav            |
| 2014-15   | FK Iskra Danilovgrad      | FK Dečić Tuzi        | FK Igalo 1929             |
| 2015-16   | FK Jedinstvo Bijelo Polje | FK Cetinje           | FK Bratstvo Cijevna       |
| 2016-17   | FK Kom Podgorica          | FK Ibar              | FK Otrant-Olympic         |
| 2017-18   | FK Mornar Bar             | FK Podgorica         | FK Lovćen Cetinje         |
| 2018-19   | FK Podgorica              | FK Kom Podgorica     | FK Bokelj Kotor           |
| 2019-20   | FK Dečić Tuzi             | FK Jezero Plav       | FK Bokelj Kotor           |
| 2020-21   | FK Mornar Bar             | FK Arsenal Tivat     | OSK Igalo                 |
| 2021-22   | FK Jedinstvo Bijelo Polje | FK Arsenal Tivat     | OFK Mladost Donja Gorica  |
| 2022-23   | OFK Mladost Donja Gorica  | FK Kom Podgorica     | FK Berane                 |
| 2023-24   | FK Bokelj Kotor           | FK Otrant-Olympic    | FK Podgorica              |

## Títulos por club
Hasta el momento un total de doce equipos diferentes han logrado alzarse con el triunfo en esta competición desde que fuera organizada por vez primera en el año 2006, uno distinto en cada edición, siendo el F. K. Berane el que más ascensos a Primera División posee en su historial.
| Club                             | Títulos | Subtítulos | Tercero | Años de los campeonatos   |
| -------------------------------- | ------- | ---------- | ------- | ------------------------- |
| FK Bokelj Kotor                  | 3       | 2          | 2       | 2010-11, 2013-14, 2023-24 |
| FK Mornar Bar                    | 2       | 1          | 1       | 2017-18, 2020-21          |
| FK Dečić Tuzi                    | 2       | 1          | -       | 2012-13, 2019-20          |
| FK Jedinstvo Bijelo Polje        | 2       | -          | 3       | 2015-16, 2021-22          |
| FK Berane                        | 1       | 2          | 1       | 2008-09                   |
| FK Kom Podgorica                 | 1       | 2          | -       | 2016-17                   |
| FK Jezero Plav                   | 1       | 1          | 1       | 2007-08                   |
| FK Podgorica                     | 1       | 1          | 1       | 2018-19                   |
| OFK Titograd (Mladost Podgorica) | 1       | 1          | -       | 2009-10                   |
| FK Čelik Nikšić                  | 1       | 1          | -       | 2011-12                   |
| FK Lovćen Cetinje                | 1       | -          | 1       | 2006-07                   |
| OFK Mladost Donja Gorica         | 1       | -          | 1       | 2022-23                   |
| FK Iskra Danilovgrad             | 1       | -          | -       | 2014-15                   |
| FK Arsenal Tivat                 | -       | 2          | -       | -----                     |
| FK Ibar                          | -       | 1          | 1       | -----                     |
| FK Otrant-Olympic                | -       | 1          | 1       | -----                     |
| OFK Bar                          | -       | 1          | -       | -----                     |
| FK Cetinje                       | -       | 1          | -       | -----                     |
| FK Bratstvo Cijevna              | -       | -          | 2       | -----                     |
| FK Igalo 1929 (OSK Igalo)        | -       | -          | 2       | -----                     |
| FK Zabjelo                       | -       | -          | 1       | -----                     |